# Európai Migrációs Hálózat
Az Európai Migrációs Hálózat (EMH) az Európai Unió által támogatott információs hálózat.
Az EMH célja, hogy naprakész, objektív és megbízható információkat nyújtson a migrációról és a menekültügyről, támogatást biztosítva ezzel az Európai Unió és a tagállamok szakpolitikai döntéshozatali folyamataihoz. Az EMH emellett a nyilvánosság számára is tájékoztatást nyújt, az információk az EMH honlapján is elérhetőek. Az Európai Migrációs Hálózatot a 2008. május 14-i 2008/381/EK tanácsi határozat hozta létre.

## Hálózati struktúra és szervezeti felépítés
Az EMH tagjai az Európai Bizottság, a tagállamok és Norvégia kapcsolattartó pontjai. Az EMH Migrációügyi és Uniós Belügyi Főigazgatóság alatt működik. Az EMH Irányítóbizottsága határozza meg a főbb tevékenységeit, melynek tagja minden tagállamból egy képviselő, valamint Norvégia és az Európai Parlament által küldött megfigyelők, elnöke az Európai Bizottság.
A nemzeti kapcsolattartó pontokat a tagállamok kormányai nevezik ki, Magyarországon a Belügyminisztérium látja el a kapcsolattartó pont feladatait.
Az EMH több szintű hálózat. Az uniós szinten a nemzeti kapcsolattartók rendszeresen találkoznak és együttműködést folytatnak olyan szervezetekkel, mint az Európai Parlament, a Bizottság, az Eurostat Főigazgatósága, az Alapvető Jogok Ügynöksége (FRA), az Európai Menekültügyi Támogatási Hivatal (EASO) és a Frontex. Nemzeti szinten a nemzeti kapcsolattartók hálózatot építenek ki a migráció és a menekültügy területén jártas szakemberek széles körével, kormányzati és nem kormányzati szervekkel.
Az Európai Migrációs Hálózatot az Európai Bizottság az Európai Unió Menekültügyi, Migrációs és Integrációs Alapjából finanszírozza, a tagállamok társfinanszírozásával.

## Tevékenységek
Az EMH évente számos migrációs és menekültügyi témájú szakpolitikai tanulmánytés jelentést állít össze, amelyek nyilvánosan is elérhetők.  A jelentések és tanulmányok nemzeti hálózatok tagjai által gyűjtött és birtokolt információkon alapulnak, amelyek ezután biztosítják egy összehasonlítható perspektíva elkészítését uniós szinten.   Az EMH alapvetően elsődleges kutatási tevékenységet nem végez.
Az EMH a migrációval és nemzetközi védelemmel kapcsolatos információk terjesztésének céljából rendszeresen konferenciákat, workshopokat és más szakmai eseményeket szervez. Kifejlesztésre került az EMH Glosszárium kiadvány is, ami lehetővé teszi, hogy a menedékjoggal és migrációval kapcsolatos kifejezéseket egyformán értsék és használják minden tagállamban.
Az EMH informok célja, hogy az EMH keretein belül elkészített jelentések, tanulmányok és ad hoc megkeresések során összegyűjtött információk eredményeiből rövid, témaspecifikus elemzésekként szolgáljanak politikai döntéshozók számára.
A Bulletinek negyedévente nyújtanak tájékoztatást a politikai döntéshozóknak, az EMH meglévő ismereteiből származó releváns szakpolitikai információkat és a legfrissebb statisztikákat gyűjtik össze.
Az EMH 2009 óta hozzájárul az Európai Bizottság bevándorlásról és menekültügyről szóló jelentéséhez, illetve munkája során rendszeresen közreműködik a migrációs és menekültügyi politika bizonyos vonatkozásairól (mint pl. munkaerő-kereslet, illegális migráció, családegyesítés, nemzetközi hallgatók, visszatérések) folytatott uniós szakpolitikai vitákban.

## Legújabb fejlemények
Az EMH 2019-2020-as munkaprogramjában olyan prioritásokat jelölt ki, mint az információ megosztás és az EMH publikációk szélesebb körű használatának bíztatása a releváns szereplők között, továbbá a tagállamok jó gyakorlatainak az EMH-n keresztüli megosztása a kihívások kezelésének érdekében. 

## Külső hivatkozások
- A Tanács 2008/381/EK határozata az Európai Migrációs Hálózat létrehozásáról (2008. május 14.)
- Az Európai Migrációs Hálózat (EMH) hivatalos weboldala
- az Európai Migrációs Hálózat Magyar Nemzeti Kapcsolattartó Pontjának hivatalos weboldala Archiválva 2012. január 7-i dátummal a Wayback Machine-ben